# Jan z Mýta
Jan z Mýta (latinsky Johannes de Mutha, přezdívka Sophista; asi 1360, Vysoké Mýto – 1402/1405), byl český profesor, děkan artistické fakulty a rektor Univerzity Karlovy.

## Život a dílo
Na pražské univerzitě v roce 1385 získal bakalářský titul a roku 1387 se stal mistrem svobodných umění.
Roku 1393 byl promotorem při bakalářské zkoušce Jana Husa. Od 10. října 1394 do 17. dubna 1395 působil jako děkan artistické fakulty pražské univerzity a v roce 1396 vykonával funkci rektora Karlovy univerzity.
Jan Hus si ho na artistické fakultě zvolil za svého učitele, roku 1398 předsedal Jan z Mýta zkušební komisi, která aprobovala právě Jana Husa za mistra svobodných umění. Jan z Mýta vyučoval také Štěpána z Pálče, Jakoubka ze Stříbra či Jeronýma Pražského a další. Při korunovaci královny Žofie Bavorské 15. března 1400 přednesl slavnostní řeč. V tomtéž roce je titulován bakalářem teologie.

### Dílo
Z díla Jana z Mýta se zachovaly jeho rekomendace a části z výkladu žalmů. Je rovněž uveden jako autor kvestie s názvem Utrum dictis sanctorum indubie sit adherendum.